# Pfalz Pöhlde
Die Pfalz Pöhlde war eine mittelalterliche Königspfalz in Pöhlde in Niedersachsen, die als Pfalzstift gemeinsam mit einem Kloster bestand. Die Reste der Anlage befinden sich im heutigen Ortszentrum auf dem Gelände der 1668 errichteten Kirche. Ausgrabungen in den 1960er und 1970er Jahren förderten die Grundmauern von Pfalz und Kloster zutage. Die Pfalz erlangte weitere Bedeutung, da sie von deutschen Königen häufig zu Weihnachten besucht worden ist und zu den Weihnachtspfalzen gerechnet wurde. Sie lag verkehrsgünstig am Kreuzungspunkt wichtiger Fernwege, darunter der Fastweg über den nahegelegenen Rotenberg.

## Ausgrabungen
Zwischen 1964 und 1974 wurden auf einer Fläche von 1700 m² neben der heutigen Kirche und im Garten des Pfarrhauses archäologische Untersuchungen mit Ausgrabungen durchgeführt. Dabei wurden die Grundmauern des Pfalzkomplexes mit Resten von Ofenanlagen und Kellern freigelegt. Zur Anlage zählten  mindestens zwölf Gebäude, deren Mauerzüge sich teilweise überschneiden und überlagern, was auf mehrere Bauphasen schließen lässt. Auch gibt es Unterschiede bei den Bautechniken und Materialien, wie die Verwendung von Gips und Lehm. Vor allem die untersten und damit ältesten Bauteile waren als Trockenmauern in Opus-spicatum-Technik ausgeführt. Das größte Gebäude war eine Halle von 9,5 × 22 Meter, deren Funktion anscheinend repräsentativer Art war. Der Gebäudekomplex der Pfalz war im Norden durch einen Sohlgraben und im Süden durch eine 1 Meter starke Mauer in  Opus-spicatum-Technik begrenzt. Die bei den Ausgrabungen freigelegten Mauerfundamente, die noch eine Höhe bis zu 80 cm hatten, wurden nach den Arbeiten zum Schutz wieder mit Erdreich überdeckt. Die Fundamente des früheren Kreuzganges des Klosters sind heute durch Steinplatten im Rasen dargestellt. Unter den Mauerzügen wurden Kulturschichten mit Spuren einer älteren Besiedlungsphase gefunden. Die ergrabenen Keramik- und Metallfunde ließen sich in den Zeitraum des 2. bis 4. Jahrhunderts einordnen, was auf das Bestehen einer germanischen Siedlung in Pöhlde schließen lässt.

## Geschichte

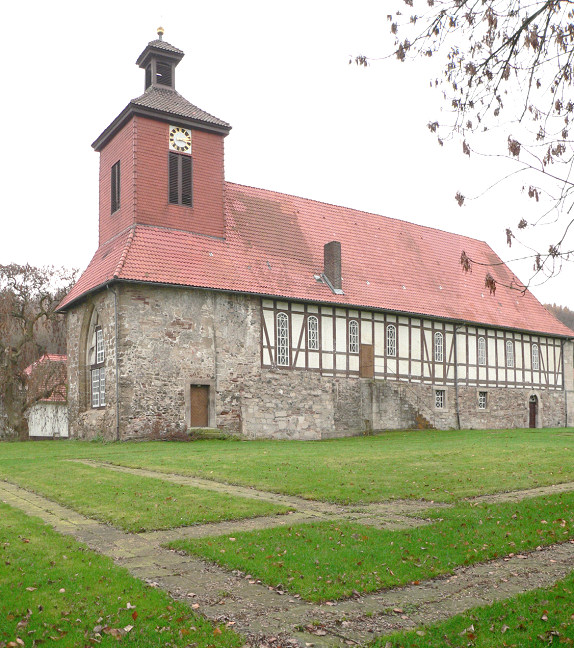
Heutige Kirche auf den Grundmauern des Klosters der Pfalz Pöhlde, im Vordergrund sichtbar gemachte Fundamente des früheren Kreuzgangs

Die Pfalz Pöhlde ist eine der fünf Pfalzanlagen im heutigen Niedersachsen (Werla, Goslar, Dahlum, Grona). Sie lag am Kreuzungspunkt großer Verkehrswege. Während der Fastweg in Ost-West-Richtung verlief und den Rotenberg überquerte, schnitten ihn hier zwei Verkehrswege von Norden nach Süden.
Die Pfalz entstand aus einem Landgut der Liudolfinger, das Mathilde die Heilige 927 von ihrem Mann Heinrich I. erhalten hatte. Nach seinem Tod bat sie ihren Sohn Otto I., das Landgut in ein Kanonikerstift umwandeln zu lassen. König Otto I. unterzeichnete am 16. Mai 952 eine Urkunde, die bestimmte, dass das zu erbauende Kloster neben der Pfalz als Mönchsabtei errichtet werden sollte. Es wurde von Benediktinern besiedelt. Die Pfalz- und Klostergebäude befanden sich um die heutige Kirche und im Pfarrgarten. Zwischen Pfalz und Klosterkirche bestand ein Verbindungsgang. Die Pfalz wurde von den nachfolgenden Kaisern, besonders von Heinrich II., oft besucht. Schriftlich dokumentiert sind 27 Besuche. Weil diese besonders oft zu Weihnachten stattfanden, erhielt die Pfalz Pöhlde den Namen „Weihnachtspfalz“. Ekkehard I., Markgraf von Meißen und Herzog von Thüringen, wurde am 30. April 1002 von Siegfried II., Benno von Northeim und Heinrich II. von Liesgau sowie Udo von Katlenburg in der Pfalz Pöhlde ermordet, weil er Ansprüche auf den deutschen Thron erhob. Gegenpapst Gregor VI. suchte zu Weihnachten 1012 Heinrich II. in der Pfalz Pöhlde auf, um dessen Anerkennung zu erhalten. Ein weiteres markantes Ereignis bildete der Tod des Grafen Thietmar aus dem Geschlecht der Billunger in einem gottesgerichtlichen Zweikampf 1048. Zudem wurde hier 1047 Bischof Poppo von Brixen zum Papst Damasus II. ernannt.
Nach einer Angabe von Thietmar von Merseburg ist die Pfalz 1017 durch Brand zerstört worden, aber offenbar wurde sie sofort wiederaufgebaut. Nach 1059 sind keine Königsbesuche mehr überliefert. Mit der zunehmenden Größe des Klosters schwand die Bedeutung der Pfalz. Friedrich Barbarossa tauschte Pöhlde 1158 zusammen mit den Burgen von Herzberg und Scharzfels bei Heinrich dem Löwen gegen Güter in Süddeutschland ein. Das 1129/30 in eine Prämonstratenserprobstei umgewandelte Kloster wurde 1525 im Bauernkrieg zerstört und verlor danach an Bedeutung. Der Konvent wurde nach Duderstadt verlegt und das Kloster vor 1575 säkularisiert. Mit der Zerstörung der Klosteranlage im Dreißigjährigen Krieg sind die letzten Reste der Pfalz verschwunden. Auf den Grundmauern der Klosterkirche entstand 1668 die heutige Kirche.

## Beziehung zur Wallburg Pöhlde
In welcher konkreten Beziehung die Pfalzanlage zur Wallburg Pöhlde am Fastweg auf dem Rotenberg in etwa 500 Meter Entfernung bestanden hat, ist nicht näher bekannt. Der Sage nach soll  Heinrich der Vogler auf der Wallburg Pöhlde im Jahre 919 die Nachricht erhalten haben, dass er als erster Sachse zum König des Ostfrankenreichs gewählt worden sei. Daher sei die Befestigungsanlage als „König Heinrichs Vogelherd“ benannt worden. Archäologischen Untersuchungen zufolge handelte es sich um eine sporadisch aufgesuchte Fliehburg und keinen dauerhaften Herrschaftssitz. Die Reliefs von Hohlwegen von der Burg hinunter nach Pöhlde sind noch heute im Gelände erkennbar.